# Tràigh Mhòr

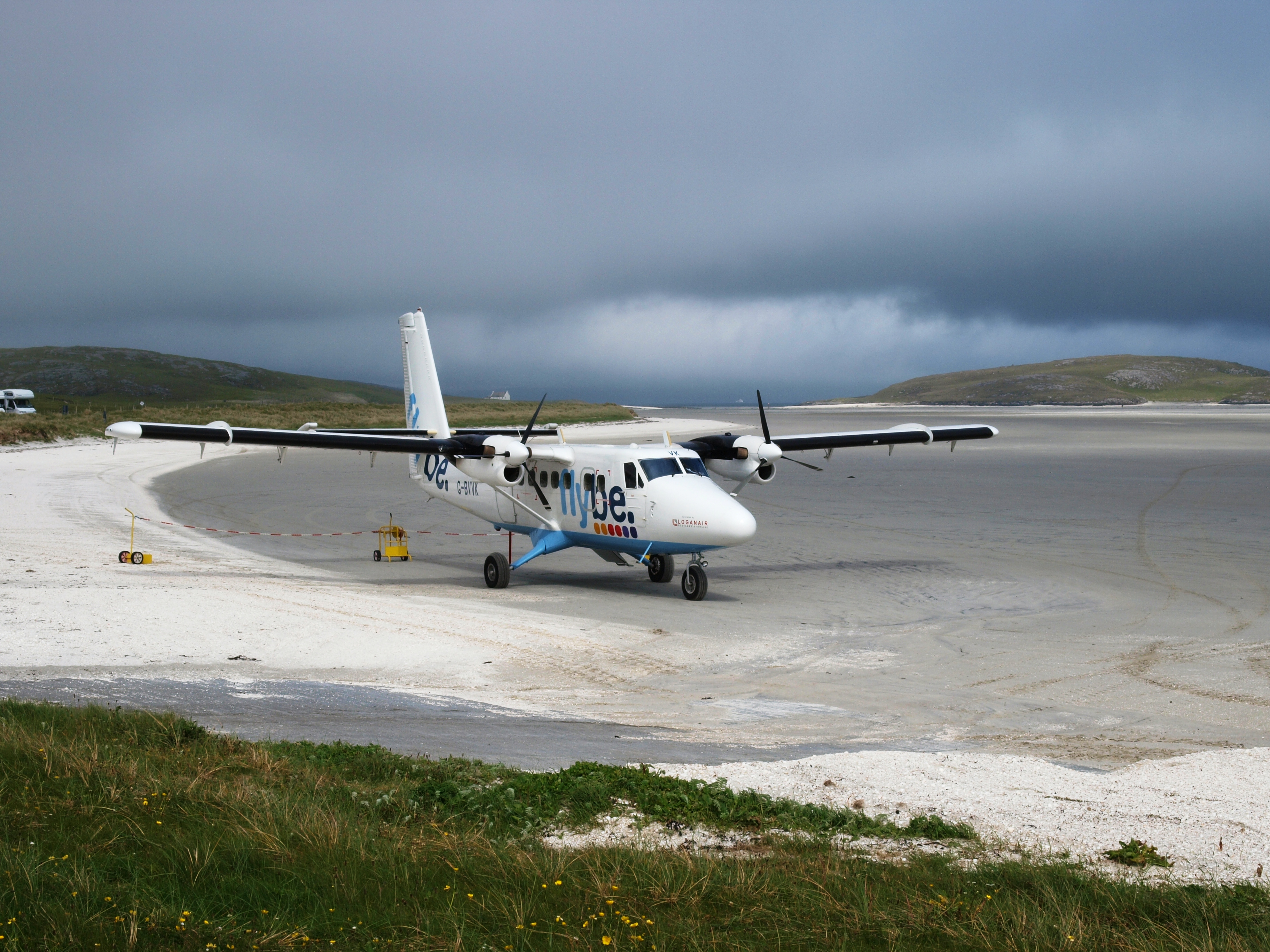
Plaża Tràigh Mhòr – samolot brytyjskich linii Flybe po przylocie

Tràigh Mhòr (ang. Big Beach) – rozległa, podlegająca pływom morskim, piaszczysta plaża leżąca w północnej części szkockiej wyspy Barra w archipelagu Hebrydów Zewnętrznych, na wschodnim wybrzeżu przesmyku Eoligarry. W czasie odpływu szerokość plaży dochodzi do 1,3 km, podczas przypływu zaś zamienia się w wąski, 10-metrowy pas.
Piach pokrywający plażę charakteryzuje się bardzo jasnym kolorem. Materiał ten pochodzi głównie z erozji muszli sercówkowatych, a podstawowym jego składnikiem jest węglan wapnia. Ziarna piasku mają średnicę 0,2–0,3 mm. Wąska, niezalewowa część plaży cechuje się materiałem bogatszym w węglan wapnia; im dalej w kierunku morza, tym zawartość tego związku jest niższa. Przekłada się to tym samym na kolor piachu – im dalej w kierunku morza, tym kolor jest ciemniejszy.
Plaża wykorzystywana jest do obsługi ruchu lotniczego. Pełni funkcję pasa startowego. Plaża ta jest jedynym lądowiskiem tego typu na świecie obsługującym regularne loty. Wyznaczono trzy pasy startowe w układzie trójkąta; ich końce oznaczone są drewnianymi słupami. Dwa razy dziennie w wyniku przypływu plaża znajduje się pod poziomem wody. Port lotniczy Barra uruchomiono w 1936. Rocznie lotnisko obsługuje około 10 000 pasażerów.
Od północnego wschodu plażę ogranicza wyspa Orosay.